# Tony Kaye
Tony Kaye (născut Anthony John Selvidge, pe 11 ianuarie 1946, în Leicester, Anglia) este un muzician britanic.
Kaye a fost claviaturistul original al trupei de rock progresiv Yes din 1968 până în 1971 și din nou din 1983 până în 1995. Între perioadele petrecute în Yes a fost membru fondator al formațiilor Flash, Badger și Detective devenind și membru al grupului Badfinger pentru ultimul lor album din 1981. Momentan Kaye cântă cu Circa, formație în care se regăsește și fostul membru al Yes, Billy Sherwood și din care a făcut parte și bateristul acestora Alan White; Kaye cântă de asemenea și cu Yoso, din nou cu Sherwood și cu fostul solist vocal al trupei Toto, Bobby Kimball.

## Discografie

### Ca membru de formație
cu The Federals
- 1963-4 : diverse single-uri

cu Winston's Fumbs
- 1967 : "Real Crazy Apartment"/"Snow White" – 7" single; released on Nuggets II – Original Artyfacts from the British Empire and Beyond 1964–1969 (2001)

cu Yes
- 1969 : Yes
- 1970 : Time and a Word
- 1971 : The Yes Album
- 1974 : Yesterdays
- 1983 : 90125
- 1985 : 9012Live: The Solos
- 1987 : Big Generator
- 1991 : Union
- 1994 : Talk
- 1997 : Something's Coming: The BBC Recordings 1969–1970 (UK) (Beyond And Before (US))
- 1999 : Astral Traveller
- 2004 : (Re)Union

cu Detective
- 1977 : Detective)
- 1978 : It Takes One To Know One

cu Badfinger
- 1981 : Say No More

cu Flash
- 1972 : Flash

cu Badger
- 1973 : One Live Badger
- 1974 : White Lady

cu Circa
- 2007 : Circa: 2007
- 2008 : Circa: Live
- 2009 : Circa: HQ
- 2009 : Circa: Overflow
- 2011 : And So On
- 2013 : Live From Here There & Everywhere

cu Yoso
- 2009 : Yoso